# 小行星10633
小行星10633（10633 Akimasa）是一颗绕太阳运转的小行星，为主小行星带小行星。该小行星于1998年2月20日发现。
該小行星以日本天文學家中村彰正命名。

## 轨道参数
小行星10633的轨道半长轴为2.4576994 UA，离心率为0.091。